# Провальное
Провальное — озеро в Зеленодольском районе Татарстана.

## География
Озеро Провальное — бессточный водоём карстового происхождения. Расположено в 0,8 км северо-восточнее деревни Улитино
Зеленодольском районе Татарстана. Водоём имеет овальную форму. Длина озера 50 м, максимальная ширина 30 м. Площадь зеркала 0,29 гектара. Средняя глубина достигает 5 м, максимальная глубина 7 м.

## Гидрология
Объём озера 600 тыс. м³. Питание подземное, устойчивое. Вода без цвета и запаха, жёсткостью менее 1 ммоль/л, минерализацией 138 мг/л, прозрачность 270 см. Химический тип воды гидрокарбонатно-кальциевый.

## Хозяйственное использование
- Водоём используется для хозяйственно-бытовых нужд, отдыха.
- Постановлением Совета Министров Татарской АССР от 10 января 1978 г. № 25 и постановлением Кабинета Министров Республики Татарстан от 29 декабря 2005 г. № 644 признана памятником природы регионального значения.